# 艾里·米凯莱
艾里·米凯萊（芬蘭語：Airi Mikkelä，1993年4月5日—），芬蘭女子羽毛球運動員。

## 簡歷
2014年1月，艾里·米凯萊出戰冰島羽毛球國際賽，贏得女子單打比賽冠軍。
2017年8月，米凯萊參加蘇格蘭格拉斯哥舉行的世界羽毛球錦標賽，出戰女子單打項目，在首圈與印度的丽图帕尔纳·达斯對戰至第1局第2分時，就因傷退出，無緣晉級。

## 主要比賽成績
只列出曾進入準決賽的國際賽事成績：
| 年份   | 賽事                         | 公開賽級別 | 項目     | 拍檔              | 成績   |
| ------ | ---------------------------- | ---------- | -------- | ----------------- | ------ |
| 2011年 | 斯洛文尼亞羽毛球國際賽       | 國際系列賽 | 女子單打 | －                | 準決賽 |
| 2011年 | 斯洛文尼亞羽毛球國際賽       | 國際系列賽 | 女子雙打 | 珍妮·奈斯特伦     | 亞軍   |
| 2013年 | 愛爾蘭羽毛球未來系列賽       | 未來系列賽 | 女子單打 | －                | 準決賽 |
| 2014年 | 冰島羽毛球國際賽             | 國際系列賽 | 女子單打 | －                | 冠軍   |
| 2014年 | 保加利亞羽毛球公開賽         | 國際系列賽 | 女子雙打 | 莫妮卡·拉多夫斯卡 | 準決賽 |
| 2015年 | 毛里裘斯羽毛球國際賽         | 國際系列賽 | 女子單打 | －                | 亞軍   |
| 2015年 | 危地馬拉羽毛球國際賽         | 國際挑戰賽 | 女子單打 | －                | 準決賽 |
| 2015年 | 墨西哥羽毛球國際賽           | 國際系列賽 | 女子單打 | －                | 亞軍   |
| 2016年 | 冰島羽毛球國際賽             | 國際系列賽 | 女子單打 | －                | 亞軍   |
| 2016年 | 秘魯羽毛球國際系列賽         | 國際系列賽 | 女子單打 | －                | 冠軍   |
| 2016年 | 巴西羽毛球大獎賽             | 大獎賽     | 女子單打 | －                | 亞軍   |
| 2019年 | 毛里裘斯羽毛球國際賽         | 國際系列賽 | 女子單打 | －                | 亞軍   |
| 2019年 | 加勒比地區羽毛球聯合會國際賽 | 國際系列賽 | 女子單打 | －                | 亞軍   |
| 2019年 | 威爾斯羽毛球國際賽           | 國際系列賽 | 女子單打 | －                | 準決賽 |

| 2007-2017年 | 首要超級賽 | 超級賽 | 黃金大獎賽 | 大獎賽 | 國際挑戰賽 | 國際系列賽 | 未來系列賽 | 其他 |

| 2018-2026年 | 總決賽 | 超級1000賽 | 超級750賽 | 超級500賽 | 超級300賽 | 超級100賽 | 國際挑戰賽 | 國際系列賽 | 未來系列賽 | 其他 |

### 奧運會和世錦賽參賽紀錄
|          | 2017 |
| -------- | ---- |
| 女子單打 | 48強 |